# Achpradzor
Achpradzor (Armeens: Ախպրաձոր) is een plaats in Armenië. Deze plaats ligt in de marzer (provincie) Gecharkoenik. Deze plaats ligt 96 kilometer (hemelsbreed) van Jerevan (de hoofdstad van Armenië). 
Gelegen op een hoogte van 2.293 meter is het een van de hoogstgelegen permanent bewoonde nederzettingen van het land. Bij een bevolkingstelling in 2011 had Achpradzor 355 inwoners.